# Dario Rubén Quintana

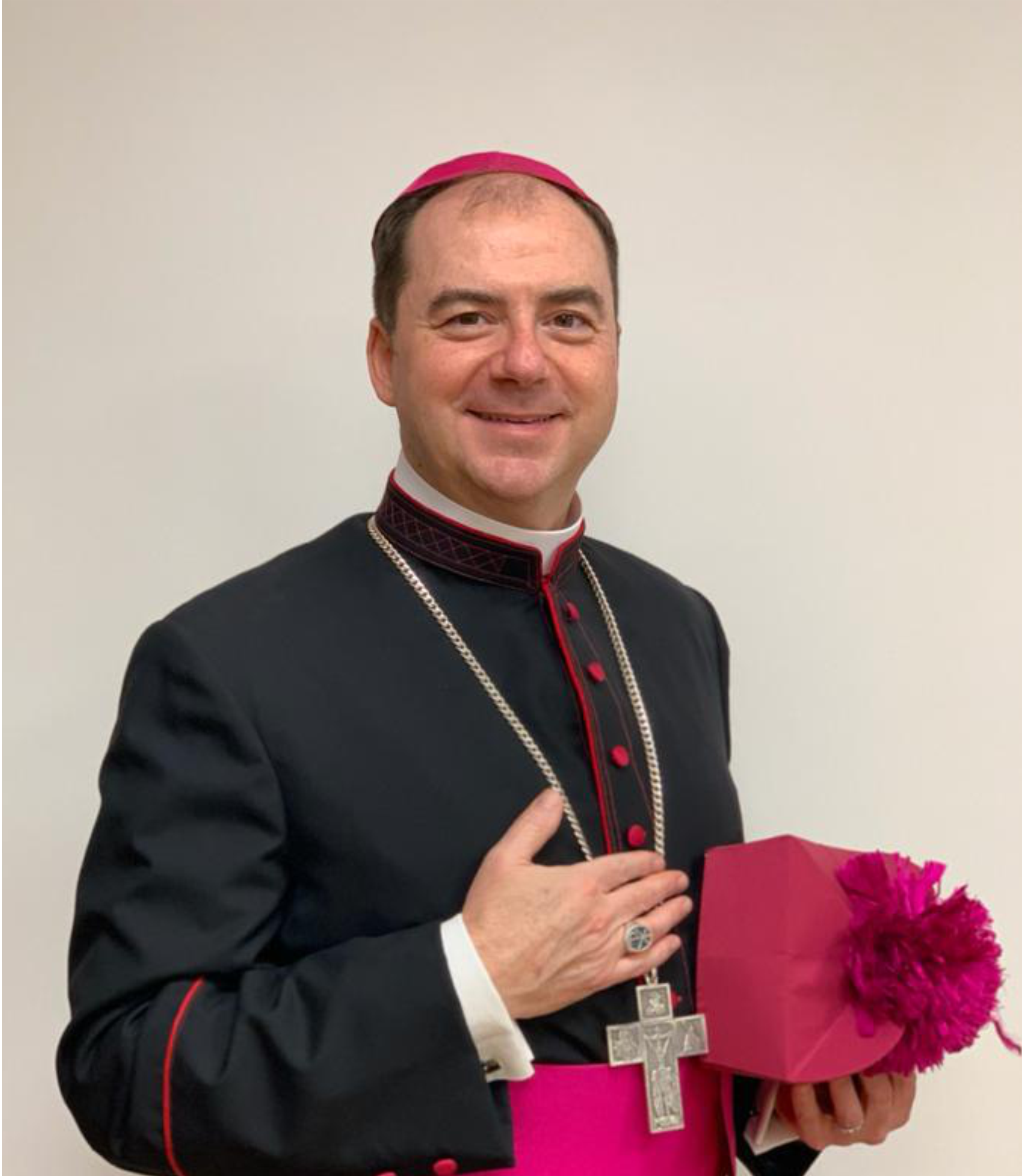
Dario Rubén Quintana, 2022

Dario Rubén Quintana Muñiz OAR (* 4. Februar 1971 in Buenos Aires) ist ein argentinischer römisch-katholischer Ordensgeistlicher und Prälat von Cafayate.

## Leben
Dario Rubén Quintana trat der Ordensgemeinschaft der Augustiner-Rekollekten bei und empfing am 17. Mai 1997 durch den Prälaten von Marajó, José Luís Azcona Hermoso OAR, das Sakrament der Priesterweihe.
Neben verschiedenen Aufgaben in der Pfarrseelsorge war er in der Berufungspastoral seines Ordens und als Rektor des Kollegs San José im Bistum San Martín tätig. Außerdem gehörte er der Animatorengruppe der Diözesansynode des Erzbistums Buenos Aires an. Bis zu seiner Ernennung zum Weihbischof war er Pfarrer in San Martín und Prior des Ordensseminars San Ezequiel Moreno.
Am 5. November 2019 ernannte ihn Papst Franziskus zum Titularbischof von Bavagaliana und zum Weihbischof in Mar del Plata. Der Bischof von Mar del Plata, Gabriel Antonio Mestre, spendete ihm am 28. Dezember desselben Jahres die Bischofsweihe. Mitkonsekratoren waren dessen Amtsvorgänger Antonio Marino und der emeritierte Prälat von Marajó, José Luís Azcona Hermoso OAR.
Papst Franziskus ernannte ihn am 21. April 2022 zum Prälaten von Cafayate. Die Amtseinführung fand am 17. Juni desselben Jahres statt.